# پیمان ورسای
پیمان ورسای (به آلمانی: Versailler Vertrag) (به فرانسوی: Traité de Versailles) (به انگلیسی: Treaty of Versailles) یکی از مهم‌ترین پیمان‌های صلح تاریخ است که به جنگ جهانی اول بین امپراتوری آلمان و متفقین خاتمه داد. درگیری‌های رزمی با انعقاد آتش‌بس ۱۱ نوامبر ۱۹۱۸، قریب به هشت ماه پیش به اتمام رسیده بود. این پیمان در ۲۸ ژوئن سال ۱۹۱۹ در کاخ ورسای در حومه پاریس به امضای دولت‌های پیروز بریتانیا، ایالات متحده، فرانسه، ایتالیا و ژاپن از یک طرف و امپراتوری آلمان در طرف دیگر رسید. سایر قدرت‌های مرکز پیمان‌های جداگانه‌ای با متفقین امضا کردند. پیمان ورسای از ۱۰ ژانویه ۱۹۲۰ به مرحله اجرا گذاشته شد.
یکی از مهم‌ترین و جنجالی‌ترین مفاد این معاهده، ماده ۲۳۱ بود که مقرر می‌داشت آلمان باید مسئولیت خود و متحدانش بابت ایجاد تمامی آسیب‌ها و خسارات دوران جنگ را بپذیرد (مفاد مشابهی در پیمان‌های جداگانه سایر قدرت‌های مرکز نیز ذکر شده بود). این ماده بعدها به عنوان ماده «گناه جنگ» مشهور شد.
با توجه به پیامدهایی که این پیمان داشت می‌توان آن را در زمره تأثیرگذارترین و سرنوشت‌سازترین پیمان‌های تاریخ به حساب آورد. این پیمان، امپراتوری آلمان را خلع سلاح کرد، بخش گسترده‌ای از خاک و تمامی مستعمراتش را از آن گرفت و وادار به پرداخت غرامت به متفقین ساخت. سال ۱۹۲۱، مبلغ کل این غرامت‌ها ۱۳۲ میلیارد مارک طلا ارزیابی شد (در آن زمان ۳۱/۴ میلیارد دلار یا ۶/۶ میلیارد پوند، که تقریباً معادل ۴۴۲ میلیارد دلار آمریکا یا ۲۸۴ میلیارد پوند بریتانیا در سال ۲۰۲۱ است). در زمان امضای پیمان، برخی اقتصاددانان مانند جان مینارد کینز، عضو هیئت اعزامی بریتانیا در کنفرانس صلح پاریس، پیش‌بینی کردند که این معاهده بیش از حد خشن و سختگیرانه و اصطلاحاً یک «صلح کارتاژی» است و مبلغ غرامت آن قدر بالاست که نتیجه معکوس خواهد داشت. این دیدگاه‌ها از آن زمان تا کنون موضوع مباحثه مورخان و اقتصاددانان است. از سوی دیگر، برخی چهره‌های برجسته متفقین مانند فردیناند فوش معتقد بودند که این معاهده بیش از حد به آلمان ارفاق کرده‌است.
مذاکرات صلح ورسای که با شرکت ۲۷ کشور از ۱۲ ژانویه تا ۲۸ ژوئن ۱۹۱۹ جریان یافت، از یک طرف شاهد کشمکش بین فاتحان و مغلوبان و از طرف دیگر شاهد نزاع مابین خود فاتحان بود که بیشتر اختلاف آن‌ها ناشی از ایدئالیسم ویلسنی و اشتهای فرانسه برای به چنگ آوردن غنائم بیشتر و همچنین خواسته فرانسه مبنی بر تضعیف آلمان از یک طرف و ترس انگلستان از تفوق فرانسه از طرف دیگر بود.
نتیجه این اهداف رقیب و بعضاً متضاد میان فاتحان جنگ، مصالحه‌ای بود که هیچ‌کس از آن رضایت نداشت. هدف فرونشاندن و تضعیف همیشگی آلمان نیز برآورده نشد. مشکلات ناشی از این معاهده منجر به انعقاد پیمان لوکارنو شد که روابط بین آلمان و دیگر قدرت‌های اروپایی را بهبود بخشید. نظام پرداخت غرامت‌های جنگ نیز دوباره مورد مذاکره قرار گرفت که حاصل آن در قالب «برنامه داز» (Dawes Plan)، «برنامه یانگ» (Young Plan) و تعویق نامشخص پرداخت غرامت در کنفرانس لوزان در ۱۹۳۲ منعکس شد.
معاهده ورسای را گاهی علت جنگ جهانی دوم دانسته‌اند. هرچند تأثیر واقعی این معاهده به اندازه‌ای که تصور می‌شد نبود، اما شرایط آن باعث ایجاد بیزاری و نفرت در آلمان و قدرت‌گرفتن حزب نازی شد.

## پیش‌زمینه

### جنگ جهانی اول
ترور آرشیدوک فرانتس فردیناند، ولیعهد امپراتوری اتریش-مجارستان، عموماً به عنوان عامل آغاز جنگ جهانی اول در نظر گرفته می‌شود. با این حال، خصومت بین دو طرف سابقه طولانی داشت و قدرت‌های درگیر بیش از دو دهه خود را برای جنگی بزرگ آماده می‌کردند و اتحادهای دفاعی چندجانبه بین خود برقرار نموده بودند. پس از شکست دیپلماسی، با اعلان جنگ امپراتوری اتریش-مجارستان در روز ۲۸ ژوئیه سال ۱۹۱۴ به صربستان، قدرت‌های بزرگ اروپایی به سرعت یکی پس از دیگری دست به بسیج عمومی زدند تا در عرض مدت کوتاهی مجموعاً ۱۲ میلیون نفر در دو طرف مقابل یکدیگر صف‌آرایی کنند.
برخلاف تصور حصول پیروزی سریع و تعیین‌کننده، این جنگ به یک درگیری طولانی مدت چهار ساله با میزان بی‌سابقه‌ای از تلفات و خرابی بدل گشت. جنگ جهانی اول که به «جنگ بزرگ» شهرت یافت، میلیونها سرباز را به سرعت در نبردهای فرسایشی چند ماهه و بن‌بست رزم سنگرها، مخصوصاً در جبهه غربی، گرفتار کرد. با توجه به این که هیچ‌یک از دو طرف تاب‌آوری این فرسایش و تلفات را نداشتند، تلاش شدیدی برای حصول پیروزی از خود نشان دادند که غالباً با تلفات سنگین ناموفق بود. حدود ۱۳ میلیون نفر، عموماً مردان جوان، در این جنگ «وحشتناکِ غیرقابل تصور» جان خود را از دست دادند.

### عامل آغازگر جنگ
این که چه کسی «گناه» آغاز جنگ جهانی اول را بر عهده داشت یکی از بحث‌برانگیزترین سوالات مطرح گشته در تاریخ نوین است؛ چرا که این مسئله تأثیر بسزایی بر کنفرانس صلح پس از آن داشت. سیدنی فِی، تاریخ‌دان آمریکایی در کتاب خود ریشه‌های جنگ جهانی در سال ۱۹۲۸، تمامی قدرت‌های اروپایی را در یک «مسئولیت جمعی»، شریک در این تقصیر می‌داند. فِی معتقد است آلمان تابستان سال ۱۹۱۴ هیچ قصدی برای آغاز یک جنگ فراگیر اروپایی نداشته‌است و این شبکه در هم تنیده اتحادهای دفاعی بود که مهم‌ترین عامل آغازگر جنگ به حساب می‌آید. این نگاه تا میانه سده بیستم به عقیده معیار در این رابطه بدل گشت. با این حال فریتس فیشر، تاریخ‌دان آلمانی به استناد اسناد دولتی و نظامی آلمانی و اتریشیِ بعداً منتشر شده، با انشار کتاب «چنگ‌زدن به قدرت جهانی» در سال ۱۹۶۱، آلمان را در راه دستیابی به چیرگی بر اروپا و حتی جهان، محرک اتریش-مجارستان در حمله به صربستان و بدل‌کننده عامدانه و مهندسی‌شده یک درگیری محلی در بالکان به یک جنگ فراگیر اروپایی می‌داند. دیوید فرامکین، حقوقدان و تاریخ‌دان آمریکایی نیز در کتاب آخرین تابستان اروپا: چه کسی جنگ بزرگ را در ۱۹۱۴ آغاز کرد؟، نظرات مشابهی ابراز می‌کند. به هر صورت، در ارتباط با این پرسش که چرا آلمان به دنبال یک جنگ فراگیر بود اغلب صاحب‌نظران با رد استدلال فیشر، عمل آلمان را نه از سر بلند پروازی بلکه به جهت نگرانی آن از تهدید بزرگی که همسایه‌های آن، به خصوص روسیه، متوجه این کشور ساخته بودند، می‌دانند. بر این مبنا جنگ بین آلمان و روسیه غیرقابل اجتناب تصور می‌شود و آلمان می‌پنداشت، با توجه به قدرت رو به افزایش دشمنانش، مشخصا روسیه و فرانسه، بهتر است این تقابل هر چه زودتر اتفاق بیفتد.

### آتش‌بس
نبرد دوم مارن در ماه ژوئیه سال ۱۹۱۸ نقطه بازگشت جنگ به حساب می‌آمد. پس از این نبرد آلمانی‌ها دیگر قادر به حصول هیچ پیروزی نشدند. از ماه اوت رهبران نظامی آلمان به این نتیجه رسیدند که فروپاشی امپراتوری‌های متحد اتریش-مجارستان و عثمانی، ورود ایالات متحده به جنگ، برتری تسلیحاتی متفقین و آشفتگی‌های داخل آلمان خروج پیروزمندانه از جنگ را برای آن‌ها بسیار غیر محتمل کرده‌است. در این میان نافرمانی نظامیان و سربازان کار را برای امپراتوری آلمان دشوارتر ساخت. از ماه اکتبر فرماندهان ارشد نظامی شروع به تحت فشار قرار دادن دولت جهت دستیابی به صلح تقریباً با هر شرایطی که متفقین ارائه کنند، کردند.
در این حال، ایالات متحده با نیروهایی تازه‌نفس و قدرت رو به فزونی، میل بر ادامه مبارزه و کشاندن جنگ به داخل خاک آلمان داشت و به دنبال وادار کردن آلمان به تسلیم بی‌قیدوشرط بود. با این وجود، بریتانیا و فرانسه با فرسودگی حاصل از چهار سال جنگ طولانی و خون‌بار، خواهان پایان سریع‌تر درگیری‌ها در زمانی که تحولات میدان‌های نبرد هنوز به نفع متفقین بود و سپس تنظیم پیمان صلحی بودند که جنگ را به نفع متفقین به پایان برساند. از طرفی، بنا بر تصور آن‌ها اگر جنگ برای یک یا دو سال دیگر ادامه میافت پیمان صلح هر چه بیشتر مطابق خواست آمریکایی‌ها می‌شد؛ درحالی‌که این فرانسه و بریتانیا بودند که می‌بایست پس از جنگ در کنار آلمان می‌زیستند. از این رو، این دو کشور امیدوار بودند از طریق پیمان صلح امکان آغاز جنگ دیگری در زمین و دریا توسط آلمان را از بین ببرند.
فرماندهی عالی متفقین در تلاش بود خط تمایز پر رنگی بین «آتش‌بس» و «پیمان صلح نهایی» بکشد؛ اولی مربوط به سربازان و دومین مختص سیاست‌مداران تلقی می‌گردید. آن‌ها آتش‌بسی می‌خواستند که با گرفتن امکان از سرگیری مخاصمات توسط آلمان، یک پیروزی پایا در میدان نبرد را تضمین کند. ارتش فرانسه به دولت این کشور پیشنهاد کرد آتش‌بس را تنها در صورت عقب‌نشینی نیروهای آلمانی از تمامی اراضی که از سال ۱۸۷۰ تصرف نموده‌اند (از جمله آلزاس و لورن و با بر جای گذاشتن همه تجهیزات و تسلیحات آن‌ها) بپذیرد. با توسل به استدلال خود نظامیان در اختصاص چنین تصمیماتی به سیاست‌مداران، رؤسای دولت‌های متفقین تصمیم‌گیری در این مورد را مربوط به خود دانستند. بدین ترتیب در این زمینه مشورت زیادی از نظامیان گرفته نشد و این مشورت‌ها صرفاً به امور نظامی محدود گردید.

## کشورهای شرکت‌کننده و اهدافشان

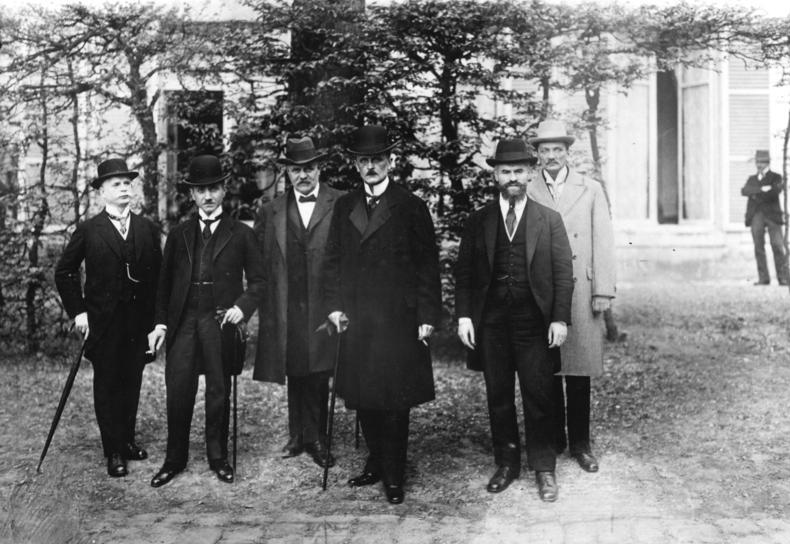
نمایندگان آلمان در مذاکرات صلح

چون شرکت تمام کشورها در تصمیم‌گیری میسر نبود، روز ۱۲ ژانویه کنفرانسی مرکب از ده عضو تشکیل گردید و چون کارهای محوله زیاد بود کمیسیون‌های متعددی (۵۲ کمیسیون) که هر یک بررسی یک موضوع را به عهده داشتند به وجود آمد. از ماه مارس تصمیمات نهائی خارج از شورای ده نفره به وسیله چهار نفر رؤسای نمایندگی‌های رسمی قدرت‌های بزرگ یعنی ژرژ کلمانسو، نخست‌وزیر فرانسه، دیوید لوید جرج، نخست‌وزیر بریتانیا، توماس وودرو ویلسون، رئیس‌جمهور ایالات متحده و اورلاندو، نخست‌وزیر ایتالیا اتخاذ گردید و با نمایندگی امپراتوری ژاپن فقط در مورد مسائل خاور دور مشورت شد.
هر یک از کشورهای شرکت‌کننده با ادعاها و برنامه‌های متفاوتی وارد کنفرانس شدند و تنها ایالات متحده که زمینه آینده منافع خود را می‌چید ادعای تصرف هیچ سرزمینی را نداشت و با ادعاهای توسعه طلبانه فاتحین نیز مخالفت می‌کرد. ویلسون خواهان اجرای اعلامیه خود و ایجاد نظمی براساس قدرت جامعه ملل بود. بریتانیا که خواهان فروپاشی نیروی دریایی آلمان بود و به مقصود خود رسیده و راضی به نظر می‌رسید و در ادامه به دنبال اهداف اقتصادی قصد تسلط بر بازارهای آلمان را داشت و می‌کوشید تا از فشارهای فرانسه بر آلمان که زوال همگانی این کشور را به دنبال داشت بکاهد؛ از طرف دیگر چون از خطر بلشویسم و تفوق فرانسه بر قاره اروپا نگران بود، تا حدی با سیاست ایالات متحده همگام شده و جلو فرانسه می‌ایستاد. فرانسه که پیش از همه از جنگ لطمه دیده بود، قبل از همه چیز به فکر تحکیم امنیت خود و گرفتن تضمینی در مقابل خطر احتمالی آلمان بود و از طرف دیگر بر احیا اوضاع اقتصادی خود و همچنین تضعیف اقتصادی آلمان و گرفتن غرامت هر چه بیشتر از آلمان اصرار داشت. ایتالیا بر عکس به علت نقش اندکی که در پیروزی داشت زیاد به بازی گرفته نمی‌شد. با این وجود از نظر ادعاهای ارضی تا حدی به مقصود خود رسید ولی پیوسته خواهان اجرای مفاد پیمان لندن (۱۹۱۵) بود.

## بندهای پیمان
مفاد این پیمان در ۴۴۰ ماده و ۱۵ بخش تنظیم شد. قسمت اعظم پیمان مربوط به جدا کردن بخش‌هایی از سرزمین آلمان بود. آلزاس و لرن به فرانسه داده شد. ناحیه اوپن – مالمدی به بلژیک و «پزناتی» به لهستان داده شده که از طریق کریدور لهستان به دریا راه می‌یافت. شهر دانتسیش زیر نظر جامعه ملل قرار گرفت و اجرای سیاست خارجی و گمرکی آن به لهستان واگذار شد.
تعیین سرنوشت شلسویگ-هولشتاین و سلیزیای علیا موکول به برگزاری همه‌پرسی شد و عاقبت نیز طبق همه‌پرسی که در سال ۱۹۲۱ به عمل آمد شلسویگ به دانمارک و سلیزیا که ۶۰ درصد مردم به الحاق به آلمان و ۴۰ درصد به الحاق به لهستان رأی دادند طبق تصمیم جامعه ملل یک سوم آن به لهستان و بقیه به آلمان منضم گردید.
بندر ممل و کرانه‌های آن به لیتوانی، هولشتین به چکسلواکی واگذار شد. اتحاد آلمان با اتریش منع گردید. زارلاند تحت اداره جامعه ملل درآمد و راینلند غیرنظامی گردید. علاوه بر این آلمان تمامی مستعمرات خود را از دست داد. کامرون و قسمتی از توگو به فرانسه و آفریقای شمالی و جنوب غربی به بریتانیا و جزایر پاسفیک (اقیانوس آرام) به امپراتوری ژاپن واگذار گردید تا زیر قیمومیت آن‌ها اداره شوند. براساس ماده ۲۲ منشور جامعه ملل قرار شد که اداره این مستعمرات از طرق جامعه ملل به بعضی از قدرت‌های صاحب تجربه سپرده شود تا ضمن اداره، مقدمات استقلال آن‌ها را نیز فراهم نمایند.
برخی بندهای پیمان صلح ورسای:
- تمامی کشتی‌های جنگی و تجاری آلمان به بریتانیا و فرانسه داده شود
- آلمان با هزینه خود برای متفقین کشتی بسازد
- آلمان باید از تمامی دارایی‌های خود در سایر کشورها چشم بپوشد
- آلمان باید ۵۰۰۰ موتور قطار و ۱۵۰ هزار اتومبیل برای متفقین تولید کند
- آلمان باید به مدت ۱۰ سال مقادیر زیادی (مقادیر در پانویس قرارداد ذکر شده بود) زغال سنگ به فرانسه، ایتالیا و بلژیک بدهد
- متفقین تا ۵ سال بر واردات و صادرات آلمان نظارت داشته باشند
- رودهای البه و اودر و همچنین کانال کیل در آلمان بین‌المللی اعلام شود
- علاوه بر این‌ها آلمان باید ۶٬۶۰۰٬۰۰۰٬۰۰۰ لیره استرلینگ به صورت نقدی غرامت به متفقین بپردازد
- ناحیه زارلاند به مدت ۱۵ سال به فرانسه واگذار شود
- آلمان می‌بایست نیروی زمینی خود را به یکصد هزار نفر بدون تانک، سلاح سنگین و خودروهای زرهی کاهش دهد
- آلمان از حق داشتن زیردریایی و خدمت وظیفه محروم می‌شود
- آلمان از داشتن نیروی هوایی محروم و نیروی دریایی آن هم به ۶ فروند کشتی جنگی و تعدادی رزمناو و قایق اژدرافکن محدود می‌گردد

به موجب این پیمان آلمان ۵۵ درصد از منابع سنگ آهن، ۴۵ درصد از منابع زغال‌سنگ، ۷۵ درصد از منابع روی و ۵۷ درصد از منابع سرب خود را از دست داد.

## انتقادات و رویکرد تاریخ‌دانان
تاریخ‌دانان به جهت بسیاری از نارسایی‌های دیپلماتیک و اخلاقی در مذاکرات صلح پاریس مخصوصاً در پیمان ورسای، عموماً نظر مساعد و همواری نسبت به عوامل تعیین‌گر متفقین در این زمینه ندارند. به نوشته بورکهارت هس، حقوقدان آلمانی: «رایجترین دیدگاه دربارهٔ پیمان ورسای این است که هر کاری کرد جز این که صلح به ارمغان آورد.» او در ارتباط با تأثیر این پیمان بر تحولات دنیای پس از آن می‌گوید: «ما بازیگرانی هستیم که توسط کسانی که پیمان‌های ورسای را نوشتند، اجرا کردند و تعبیر نمودند، خلق شده‌ایم؛ ورسای ممکن است مشکلات ما را حل نکرده باشد اما به شکل قاطعی در حال شکل‌دادن به مشارکت ما در آن‌ها است.» دیوید آلدرمن، مؤلف آمریکایی، پیمان ورسای را برهم‌زننده توازن سده بیستم و دوران پس از آن می‌داند. او این پیمان را شکستی برای جامعه بشری معرفی می‌کند که بذر آن سال‌های دور کاشته شده اما نتایج آن بعداً سر باز کرده و تا امروز به «بسیاری از فاجعه‌بارترین حوادث»، از جمله جنگ جهانی دوم و حاکمیت دیکتاتوری کمونیستی بر نیمی از اروپا، انجامیده‌است. آلدرمن خط‌هایی که متفقین در پیمان‌هایی همچون پیمان ورسای بین ملت‌ها رسم کردند، مردمانی را که درون این «مرزهای مصنوعی» قرار دادند، نیروهای عظیم نژادی، دینی و ملی که آزاد نمودند و نظام اقتصادی که آن‌ها بدین شکل به پا کردند را موجب بسیاری از معضلاتی که انسان‌ها امروزه با آن دست به گریبان هستند، می‌خواند. او حتی ریشه جنگ‌های تروریستی کنونی را در این پیمان صلح می‌بیند. مانفرد بومکه، تاریخ‌دان آلمانی، اقدام متفقین در پیمان ورسای و امثال آن، با اتکا به مفهوم حق تعیین سرنوشت، در تکه‌تکه کردن قدرت‌های شکست‌خورده برای ایجاد دولت-ملت‌ها بر پایه قومیت، را عامل بیشتر نابسامانی‌های اروپا از سال ۱۹۱۹ معرفی می‌کند. بنا به عقیده او، با توجه به مخلوط شدن جغرافیایی قومیت‌های مختلف در اراضی مفروض یکدیگر بر اثر عوامل متعددی چون تجارت و مهاجرت، مرزهایی ترسیم و کشورهایی تأسیس شد که میلیون‌ها نفر سکونتگاه خود را در اراضی یافتند که «اکثریت متخاصم» آن اراضی را از منظر قومیتی متعلق به آن‌ها نمی‌دانستند؛ همانند آلمانی‌ها در چکسلواکی و لهستان. بر این اساس، تصمیمات گرفته‌شده بر این پایه در سال ۱۹۱۹، صلح متزلزل پیشین را به خطر انداخت و جهان را گرفتار یک «نفرین» کرد.
به هر صورت، عده‌ای از متفکران، با نگاه به وضیعت‌های دشوار و پیچیده سیاسی، اقتصادی و امنیتی پس از مخرب‌ترین جنگ تاریخ تا بدان زمان که با آن روبه‌رو بودند، همدلی بیشتری با موقعیت مذاکره‌کنندگان پیمان صلح در پاریس نشان داده‌اند. مارگارت مک‌میلان، تاریخ‌دان کانادایی در این باره می‌نویسد: «اگر آن‌ها می‌توانستند بهتر عمل کنند، مسلماً می‌توانستند بسیار بدتر عمل کنند.»